# الوالدية (تقمص السلطة الأبوية)
الوالدية هي عملية عكس الأدوار حيث يكون الطفل مُلزمًا بالتصرف كوالد تجاه والديه أو أشقائه. في الحالات القصوى، يتم استخدام الطفل لملء فراغ حياة الوالدين العاطفية. تم تحديد نوعين متميزين من الأبوة من الناحية الفنية: الأبوة الأساسية والأبوة العاطفية. تتضمن الأبوة الأساسية إكمال الطفل لأداء المهام البدنية للعائلة، مثل رعاية قريب مريض، أو دفع الفواتير، أو تقديم المساعدة إلى الأشقاء الأصغر سنًا والتي يتم توفيرها عادة من قِبل أحد الوالدين. تحدث الأبوة العاطفية عندما يتوجب على الطفل أو المراهق تولي دور أحد المقربين أو الوسيط من أجل (أو بين) الوالدين أو أفراد الأسرة.

## اختيار الطفل
يتم اختيار الطفل لأسباب عملية، يتم اختيار الأطفال الأكبر سنًا عمومًا للقيام بدور «الوالدين» العائلي - وغالبًا ما يكونون أول الأبناء الذين وضعوا في الدور الشاذ. ومع ذلك، فإن الاعتبارات الجنسية تعني أنه في بعض الأحيان يتم اختيار الصبي الأكبر أو البنت الكبرى، حتى لو لم يكونون أكبر الأطفال عمومًا، لأسباب مثل التفضيل لمطابقة جنس الوالد المفقود. وبالتالي، عندما يكون هناك طفل معاق في الأسرة يتم الاعتناء به، «فإن الأشقاء الأكبر سنًا، وخاصة الفتيات، هن الأكثر عرضة لخطر الأبوة»؛ عندما تكون هيئة الأب غير موجودة، فقد يكون الابن الأكبر هو الذي يضطر إلى تحمل مسؤوليات والده، دون الحصول على الاستقلال الذاتي الذي عادة ما يصاحب مثل هذه الأدوار البالغة. بدلاً من ذلك، قد يضع الأرمل ابنته في الدور الاجتماعي والعاطفي لزوجته المتوفاة - «التزويج»؛ أو يمكن للأم إجبار ابنتها على لعب دور الرعاية، في خيانة لتوقع الطفل الطبيعي للحب والرعاية.